# 伊比利亞祕鱂
伊比利亞祕鱂為輻鰭魚綱鯉齒目鯉齒亞目鯉齒鱂科的其中一種，被IUCN列為瀕危保育類動物，分布於歐洲西班牙地中海沿岸半鹹水水域，雄魚尾鰭透明藍灰色並具2-5個黑色條紋，體色銀色、藍灰色，體側具10-20深藍灰色條紋，雌魚背部及側面具有許多黑褐色斑點，體長可達5.5公分，棲息在潟湖、鹽沼、河口區，為廣鹽性魚類，能忍受鹽度變化，繁殖期在4月至9月，屬肉食性，以蚊子幼蟲為食，族群因外來種及棲地破壞而備受威脅，可做為觀賞魚。

## 擴展閱讀
維基物種上的相關：伊比利亞祕鱂